# La Palanca Nova
La Palanca Nova, o Les Palanques, és un indret del terme municipal de la Pobla de Segur, al Pallars Jussà.
Està situat a la part nord-oest del terme municipal, a ran del Flamisell, a la zona on aquest riu entra en el terme de la Pobla de Segur. Des del nord-est, aflueix en aquest lloc la llau de Gelat.
A partir d'aquest lloc s'estén el pla format per la llera del riu que acull la major part d'horts de la Pobla de Segur.
Deu el seu nom al fet que aquest lloc acollia, temps enrere, diverses palanques per travessar el Flamisell.